# Emilio Bello Codesido
Emilio Bello Codesido (Santiago del Cile, 13 luglio 1868 – Santiago del Cile, 3 marzo 1963) è stato un diplomatico e politico cileno di orientamento liberale.

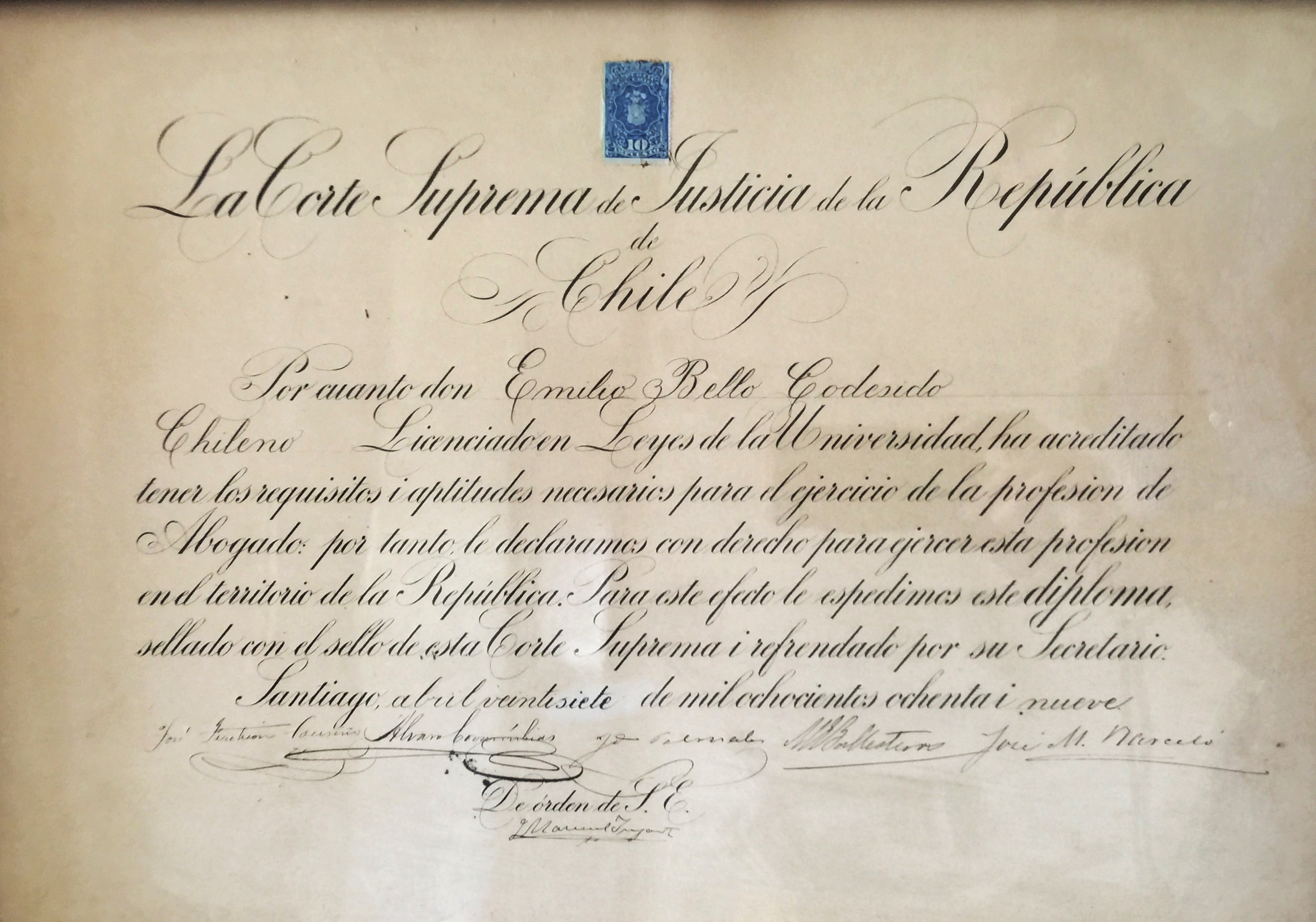
Titolo di avvocato

Fu presidente della Giunta di governo del Cile dal 27 gennaio al 12 marzo 1925.
Laureato in Giurisprudenza nel 1889, Bello aderì al liberalismo e appoggiò la politica presidenzialista di José Manuel Balmaceda, fuggendo in esilio dopo la guerra civile del 1891. Rientrato in Cile, fondò a Valparaíso il Partito Liberaldemocratico e fu più volte ministro delle Relazioni Estere, Culto e Colonizzazione e diplomatico in Bolivia e Messico.
Dopo il colpo di Stato del generale Carlos Ibáñez del Campo contro il regime militare del generale Luis Altamirano (23 gennaio 1925), Bello fu chiamato a presiedere una nuova giunta, composta anche dal generale Pedro Pablo Dartnell e dall'ammiraglio Carlos Ward, fino al rientro in Cile dell'ex presidente Arturo Alessandri Palma.
In seguito, Bello Codesido fu ancora ministro e diplomatico.